# NGC 7771
NGC 7771 est une galaxie spirale barrée située dans la constellation de Pégase. Sa vitesse par rapport au fond diffus cosmologique est de 3 979 ± 25 km/s, ce qui correspond à une distance de Hubble de 58,7 ± 4,1 Mpc (∼191 millions d'al). NGC 7771 a été découverte par l'astronome germano-britannique William Herschel en 1784.
La classe de luminosité de NGC 7771 est I et elle présente une large raie HI. De plus, elle est aussi une galaxie lumineuse en infrarouge (galaxie LIRG) et une galaxie à sursauts de formation d'étoiles. Elle renferme également des régions d'hydrogène ionisé (HII).
À ce jour, neuf mesures non basées sur le décalage vers le rouge (redshift) donnent une distance de 48,100 ± 3,381 Mpc (∼157 millions d'al), ce qui est encore à l'intérieur des valeurs de la distance de Hubble.

## Galaxies en interactions

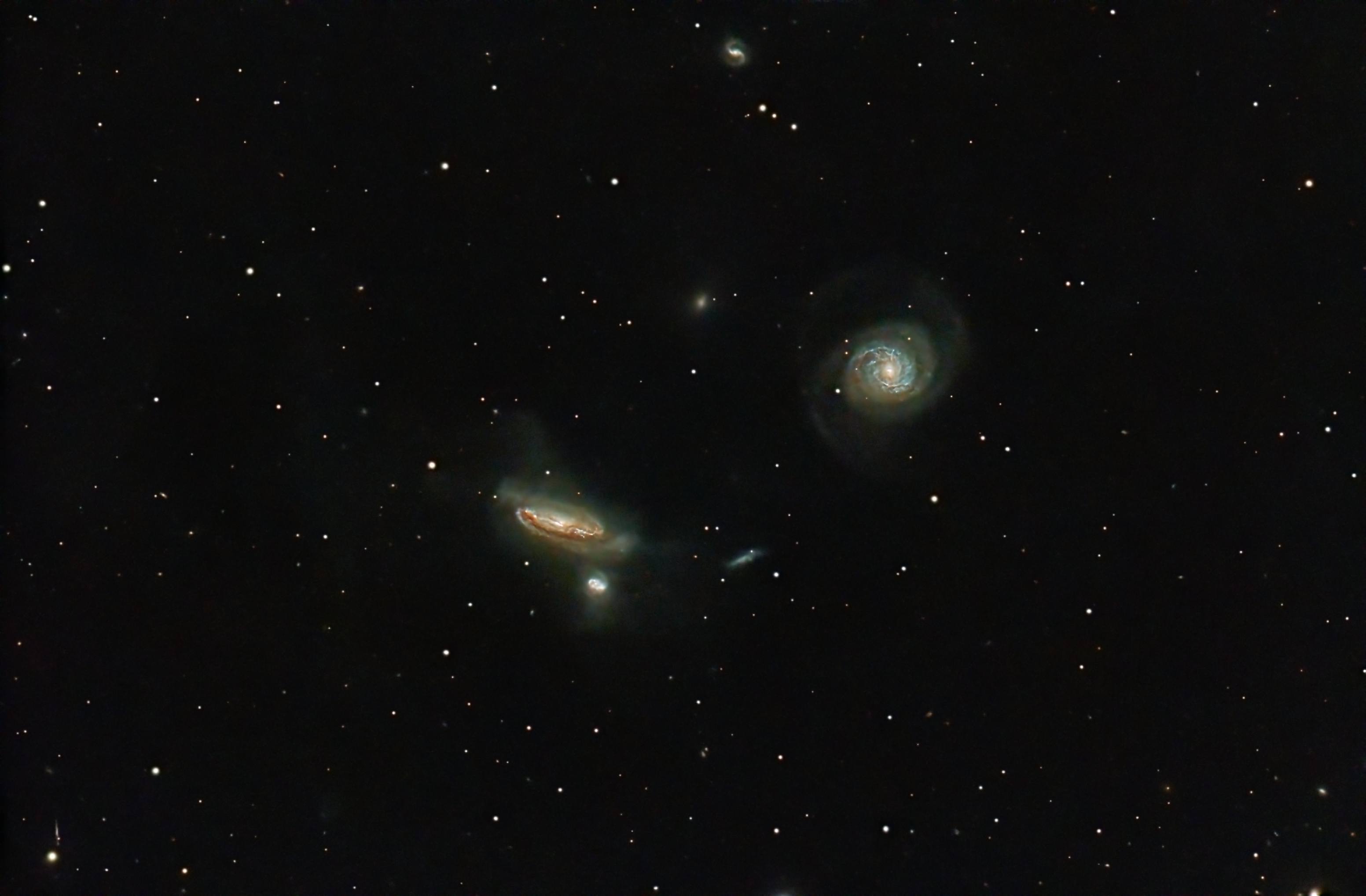
Le triplet de galaxies NGC 7769 (droite), NGC 7770 et NGC 7771 imagé par Juan Lacruz.

NGC 7771 forme un triplet de galaxies en interaction gravitationnelle avec ses voisines NGC 7769 et NGC 7770. NGC 7771 a subi une rencontre rapprochée avec la galaxie spirale NGC 7769 et une autre avec NGC 7770. NGC 7769 apparaît aujourd'hui, vue depuis la Terre, plus éloignée des deux autres, mais la possibilité d'une seconde rencontre entre elle et NGC 7771 dans un avenir lointain n'est pas exclue.

## Supernova
La supernova SN 2003hg a été découverte dans NGC 7771 le 18 aout 2003 par M. Moore et W. Li dans le cadre du programme LOTOSS de l'observatoire Lick. D'une magnitude apparente de 16,9 au moment de sa découverte, elle était de type II.

## Groupe de NGC 7771
Selon A.M. Garcia, NGC 7770 est membre d'un groupe de galaxies qui porte son nom. Le groupe de NGC 7771 comprend au moins 4 membres, soit NGC 7769, NGC 7770, NGC 7771 et NGC 7786.
Selon un article publié en 2016, la galaxie PGC 214993 (ou NGC 7771A) forme avec NGC 7769, NGC 7770 et NGC 7771 un quartet de galaxies en interaction. La distance de Hubble de PGC 214993 est égale à 55,23 ± 3,89 Mpc (∼180 millions d'al), soit relativement proche de celles des autres galaxies du groupe. Il est donc possible qu'elle en fasse effectivement partie.